# 欧帕伊
欧帕伊，是匈牙利索博尔奇-索特马尔-贝拉格州所辖的一个村。总面积26.72平方公里，总人口2890，人口密度108.2人/平方公里（2011年1月1日）。